# Physocaulis nodosus
Physocaulis es un género monotípico perteneciente a la familia Apiaceae. Su única especie: Physocaulis nodosus, es originaria de Europa.

## Descripción
Es una hierba perennifolia con tallos de 30-100 cm de altura, híspidos, con entrenudos huecos en la madurez. Hojas basales bi-pinnatisectas, con lóbulos terminales ovados, dentados, estrigosas; las caulinares ternatisectas. Umbelas con 2-3 radios rígidos y ásperos, sin involucro. Las inflorescencias en umbelas de segundo orden con 4-7 bracteolas lineares, pubescentes. Frutos de 6-11 x 2-2,5 mm. Estigmas sentados. Tiene un número de cromosomas de 2n= 22. Florece de abril a mayo.

## Distribución y hábitat
Se encuentra en herbazales nitrófidos. Raro. Sierra Norte, Grazalema. Distribución general en el W y C de Europa, Región del Mediterráneo.

## Taxonomía
Physocaulis nodosus fue descrita por Johann Friedrich Wilhelm Koch y publicado en Synopsis Florae Germanicae et Helveticae 348. 1843.
Sinonimia
- Myrrhoides nodosa Cannon[4]